# Уйбулатово
Уйбулатово (баш. Уйбулат) — село в Чекмагушевском районе Республики Башкортостан Российской Федерации. Входит в состав Юмашевского сельсовета.

## Топоним
Ранее известна как деревня Айбулатова (по фамилии основателя), Айбулатово.

## География
Стоит на реке База. Возле неё находилась деревня Кутуево, ныне улица Кутуева.

### Географическое положение
Расстояние до:
- районного центра (Чекмагуш): 33 км,
- центра сельсовета (Юмашево): 5 км,
- ближайшей ж/д станции (Буздяк): 66 км.

## История
Время основания определяется как 1629 — начало 1636 года, по годам жизни Аллибы Уйбулатова, основателя; в 1762 году ему было 96 лет.
Впервые упоминается в поступной записи башкира Максима Юртюкаева из д. Калмашбашево за 2 апреля 1730 г., когда он за взятые 10 руб. у ясачного татарина д. Уйбулатова (Айбулатова в тексте) Ямея Ямекесбеева навсегда уступил заимодавцу свой повыток (Материалы к истории Башкортостана. Т. 3. С. 274.). В другом документе — записи башкир Кыр-Еланской волости от 1635 г.— говорится о припуске тептярей в д. Айбулатово (ЦГИА РБ. Ф .1. Оп. 1. Д. 2436. Л. 35.).

## Население
| 2002 | 2009 | 2010 |
| ---- | ---- | ---- |
| 279  | ↗281 | ↘262 |

### Историческая численность населения
В 1762 году в д. Айбулатово проживало 40 тептярей, в 1783 г. — 56, в 1795 г.— 64. В 1859 г. учтено 93 человека. В 57 дворах в 1920 г. проживало 269 татар.

## Инфраструктура
Личное подсобное хозяйство с зоной сельскохозяйственного использования, индивидуальная застройка усадебного типа.
Основа экономики — сельское хозяйство.
Уйбулатовский сельский Дом культуры

## Транспорт
Деревня доступна автотранспортом.